# تمیسکوواتا-سور-لو-لاک، کبک
تمیسکوواتا-سور-لو-لاک (به فرانسوی: Témiscouata-sur-le-Lac) شهرکی در منطقه شهری تمیسکوواتا ناحیه با-سن-لوران در استان کبک کانادا است. در سرشماری سال ۲۰۱۱ این شهرک ۵٬۱۵۹ نفر جمعیت داشته‌است و مساحت آن ۲۴۵٫۶ کیلومتر مربع است.